# Иван Филиповски (лекар)
Иван Филиповски  е български лекар от Македония.

## Биография
Роден е в 1870 година в реканската паланка Галичник, тогава в Османската империя. Принадлежи към големия род Филипови. Завършва медицина в Малтерие, Франция. Работи като училищен лекар в Скопие от 1900 до 1912 година. Преглежда в амбулаторията на аптеката на училищната управа в Скопие. През 1903 година лекувал ранени въстаници от време на Илинденско-Преображенското въстание.